# Nancsang–Kancsou nagysebességű vasútvonal
A Nancsang–Kancsou nagysebességű vasútvonal, vagy Changgan Passenger Dedicated Line (egyszerűsített kínai írással: 昌赣客运专线; hagyományos kínai írással: 昌贛客運專線; pinjin: Chāng-Gàn Kèyùn Zhuānxiàn), egy nagysebességű vasútvonal Nancsang és Kancsou között Csianghszi tartományban. Ennek a vasútnak a déli szakasza, a Kancsou–Sencsen nagysebességű vasútvonal építése 2015 januárjában kezdődött meg. Ez gyors összeköttetést tesz lehetővé Csianghszi és Kuangtung és Fucsien tartományok több tengerparti városa között.
Az építési munkálatok 2014. december 20-án kezdődtek Nancsang és Csian között. 2019 decemberében nyílt meg a 422 kilométer hosszú vasútvonal, amelynek 13 állomása épült meg, és amelynek sebessége elérheti a 350 km/h-t. A Nanchang és Ganzhou közötti utazási idő öt óráról két órára csökkent.